# Ksar Tidsi
Ksar Tidsi (en arabe : قصر تيدسي) est un village fortifié dans la province de Zagora, région de Draa-Tafilalet au sud-est du Maroc .